# Davit Abasjidze-stadion
Davit Abasjidze-stadion (georgiska: დავით აბაშიძის სტადიონი), även känd som Centralstadion Zestaponi, är en stadion i staden Zestaponi i Georgien. Den används främst till fotbollsmatcher, och är hemmaarena för fotbollsklubben FC Zestafoni. Stadion har en kapacitet på 4 600 åskådare och den öppnades 1952. 
Stadion byggdes av ferrolegeringsanläggningen i Zestaponi under 1940-talet och invigdes 1952, även om ett antal matcher spelades på stadion innan den invigts. Sedan år 2004 har fotbollsklubben FC Zestafoni haft stadion som hemmaplan. 2005 utfördes en renovering som förbättrade stadions gräsbeläggning, då bland annat ett nytt, tyskt dräneringssystem installerades på plan. Den 9 april 2010 bytte arenan namn till Davit Abasjidze Stadion, döpt efter mannen som bidragit stort till fotbollens utveckling i Zestaponi.